# منزل مشروطة (تبريز)
منزل مشروطة (بالفارسية: خانه آقازاده) هو منزل تاريخي يعود إلى عصر القاجاريون، ويقع في تبريز.